# Elecciones federales de México de 2024 en Sinaloa
Las elecciones federales de México de 2024 en Sinaloa, oficialmente Proceso Electoral Federal 2023-2024, son el proceso electoral que se llevará a cabo el domingo 2 de junio de 2024 en México bajo la organización del Instituto Nacional Electoral (INE). En ellas se renuevan los siguientes cargos públicos de nivel federal:
- Presidente de México. Jefe de Estado y de Gobierno de México, electo para un periodo de seis años sin posibilidad de reelección, a iniciar su mandato el 1 de octubre de 2024.[5]
- 3 senadores. Miembros de la cámara alta del Congreso de la Unión. Dos elegidos por mayoría simple y uno designado por el principio de primera minoría. Todos ellos por un periodo de seis años a partir del 1 de septiembre de 2024 con posibilidad a una única reelección consecutiva.
- 7 diputados federales al Congreso de la Unión: Elegidos por mayoría simple. Constituirán, a partir del 1 de septiembre del 2024, la LXVI Legislatura del Congreso de la Unión de México. Todos ellos electos para un periodo de tres años con posibilidad de reelección por hasta tres periodos consecutivos adicionales.

## Resultados electorales

### Presidente de la República
|  | 64.78 % |

|  | 24.99 % |

### Cámara de Senadores

#### Por candidatura
|  | 25.15 % |

|  | 4.85 % |

|  | 9.03 % |

|  | 6.43 % |

|  | 49.16 % |

|  | 94.62 % |

|  | 5.33 % |

#### Por partido político
| Cámara de Senadores                     | Cámara de Senadores                     | Cámara de Senadores                     | Cámara de Senadores                     | Resultados       | Resultados | Resultados |
| Candidato                               | Candidato                               | Candidato                               | Partido                                 | Votos            | Porcentaje | Senadores  |
| --------------------------------------- | --------------------------------------- | --------------------------------------- | --------------------------------------- | ---------------- | ---------- | ---------- |
|                                         |                                         | —                                       | Partido Acción Nacional                 |                  | —          | —          |

Resultados por distrito federal electoral en la elección a Senador.

|                                         |                                         | —                                       | Partido Revolucionario Institucional    |                  | —          | —          |
|                                         |                                         | —                                       | Partido de la Revolución Democrática    |                  | —          | —          |
|                                         |                                         | —                                       | Partido del Trabajo                     |                  | —          | —          |
|                                         |                                         | —                                       | Partido Verde Ecologista de México      |                  | —          | —          |
|                                         |                                         | —                                       | Movimiento Ciudadano                    |                  | —          | —          |
|                                         |                                         | —                                       | Movimiento Regeneración Nacional        |                  | —          | —          |
|                                         |                                         | —                                       | Candidatos no registrados               | —                | —          | —          |
| Total de votos válidos                  | Total de votos válidos                  | Total de votos válidos                  | Total de votos válidos                  |                  | —          | 3          |
| Votos nulos                             | Votos nulos                             | Votos nulos                             | Votos nulos                             |                  | —          |            |
| Total de votos emitidos (participación) | Total de votos emitidos (participación) | Total de votos emitidos (participación) | Total de votos emitidos (participación) |                  | —          |            |
| Habitantes inscritos                    | Habitantes inscritos                    | Habitantes inscritos                    | Habitantes inscritos                    | 2 360 615        |            |            |
| Población                               | Población                               | Población                               | Población                               | 3 026 943 (2020) |            |            |
| Instituto Nacional Electoral            |                                         |                                         |                                         |                  |            |            |

### Cámara de Diputados

Diputados federales electos por distrito federal electoral.

| Cámara de Diputados                     | Cámara de Diputados                     | Cámara de Diputados                     | Cámara de Diputados                     | Resultados       | Resultados | Resultados |
| Candidato                               | Candidato                               | Candidato                               | Partido                                 | Votos            | Porcentaje | Diputados  |
| --------------------------------------- | --------------------------------------- | --------------------------------------- | --------------------------------------- | ---------------- | ---------- | ---------- |
|                                         |                                         | —                                       | Partido Acción Nacional                 |                  | —          | —          |
|                                         |                                         | —                                       | Partido Revolucionario Institucional    |                  | —          | —          |
|                                         |                                         | —                                       | Partido de la Revolución Democrática    |                  | —          | —          |
|                                         |                                         | —                                       | Partido del Trabajo                     |                  | —          | —          |
|                                         |                                         | —                                       | Partido Verde Ecologista de México      |                  | —          | —          |
|                                         |                                         | —                                       | Movimiento Ciudadano                    |                  | —          | —          |
|                                         |                                         | —                                       | Movimiento Regeneración Nacional        |                  | —          | —          |
|                                         |                                         | —                                       | Candidatos no registrados               | —                | —          | —          |
| Total de votos válidos                  | Total de votos válidos                  | Total de votos válidos                  | Total de votos válidos                  |                  | —          | 7          |
| Votos nulos                             | Votos nulos                             | Votos nulos                             | Votos nulos                             |                  | —          |            |
| Total de votos emitidos (participación) | Total de votos emitidos (participación) | Total de votos emitidos (participación) | Total de votos emitidos (participación) |                  | —          |            |
| Habitantes inscritos                    | Habitantes inscritos                    | Habitantes inscritos                    | Habitantes inscritos                    | 2 360 615        |            |            |
| Población                               | Población                               | Población                               | Población                               | 3 026 943 (2020) |            |            |
| Instituto Nacional Electoral            |                                         |                                         |                                         |                  |            |            |

#### Distrito 1 (Mazatlán)
| Distrito electoral federal 1 de Sinaloa | Distrito electoral federal 1 de Sinaloa | Distrito electoral federal 1 de Sinaloa | Distrito electoral federal 1 de Sinaloa                                                                                             | Resultados     | Resultados |
| Candidato                               | Candidato                               | Candidato                               | Partido/Coalición | Votos          | Porcentaje |
| --------------------------------------- | --------------------------------------- | --------------------------------------- | --- | -------------- | ---------- |
| Juan Alfonso Mejía López                |                                         | Juan Alfonso Mejía López                | Fuerza y Corazón por México - Partido Acción Nacional - Partido Revolucionario Institucional - Partido de la Revolución Democrática |                | —          |
| Graciela Domínguez Nava                 |                                         | Graciela Domínguez Nava                 | Sigamos Haciendo Historia - Partido Verde Ecologista de México - Movimiento Regeneración Nacional - Partido del Trabajo             |                | —          |
| Diana Paulina Peña Tirado               |                                         | Diana Paulina Peña Tirado               | Movimiento Ciudadano |                | —          |
|                                         |                                         | —                                       | Candidatos no registrados |                | —          |
| Total de votos válidos                  | Total de votos válidos                  | Total de votos válidos                  | Total de votos válidos |                | —          |
| Votos nulos                             | Votos nulos                             | Votos nulos                             | Votos nulos |                | —          |
| Total de votos emitidos (participación) | Total de votos emitidos (participación) | Total de votos emitidos (participación) | Total de votos emitidos (participación)                                                                                             |                | —          |
| Habitantes inscritos                    | Habitantes inscritos                    | Habitantes inscritos                    | Habitantes inscritos | 325 200        |            |
| Población                               | Población                               | Población                               | Población | 424 221 (2020) |            |
| Instituto Nacional Electoral            |                                         |                                         | |                |            |

#### Distrito 2 (Los Mochis)
| Distrito electoral federal 2 de Sinaloa | Distrito electoral federal 2 de Sinaloa | Distrito electoral federal 2 de Sinaloa | Distrito electoral federal 2 de Sinaloa                                                                                             | Resultados     | Resultados |
| Candidato                               | Candidato                               | Candidato                               | Partido/Coalición | Votos          | Porcentaje |
| --------------------------------------- | --------------------------------------- | --------------------------------------- | --- | -------------- | ---------- |
| Brenda Elisa Látigo Ruíz                |                                         | Brenda Elisa Látigo Ruíz                | Fuerza y Corazón por México - Partido Acción Nacional - Partido Revolucionario Institucional - Partido de la Revolución Democrática |                | —          |
| Luis Manuel Rivera Villela              |                                         | Luis Manuel Rivera Villela              | Partido del Trabajo |                | —          |
| Gilberto Esquer Suárez                  |                                         | Gilberto Esquer Suárez                  | Partido Verde Ecologista de México                                                                                                  |                | —          |
| Bárbara Fox Mora                        |                                         | Bárbara Fox Mora                        | Movimiento Ciudadano |                | —          |
| Ana Elizabeth Ayala Leyva               |                                         | Ana Elizabeth Ayala Leyva               | Movimiento Regeneración Nacional |                | —          |
|                                         |                                         | —                                       | Candidatos no registrados |                | —          |
| Total de votos válidos                  | Total de votos válidos                  | Total de votos válidos                  | Total de votos válidos |                | —          |
| Votos nulos                             | Votos nulos                             | Votos nulos                             | Votos nulos |                | —          |
| Total de votos emitidos (participación) | Total de votos emitidos (participación) | Total de votos emitidos (participación) | Total de votos emitidos (participación)                                                                                             |                | —          |
| Habitantes inscritos                    | Habitantes inscritos                    | Habitantes inscritos                    | Habitantes inscritos | 357 682        |            |
| Población                               | Población                               | Población                               | Población | 462 209 (2020) |            |
| Instituto Nacional Electoral            |                                         |                                         | |                |            |

#### Distrito 3 (Guamúchil)
| Distrito electoral federal 3 de Sinaloa | Distrito electoral federal 3 de Sinaloa | Distrito electoral federal 3 de Sinaloa | Distrito electoral federal 3 de Sinaloa                                                                                             | Resultados     | Resultados |
| Candidato                               | Candidato                               | Candidato                               | Partido/Coalición | Votos          | Porcentaje |
| --------------------------------------- | --------------------------------------- | --------------------------------------- | --- | -------------- | ---------- |
| Liliana Angélica Cárdenas Valenzuela    |                                         | Liliana Angélica Cárdenas Valenzuela    | Fuerza y Corazón por México - Partido Revolucionario Institucional - Partido Acción Nacional - Partido de la Revolución Democrática |                | —          |
| Jesús Fernando García Hernández         |                                         | Jesús Fernando García Hernández         | Sigamos Haciendo Historia - Partido del Trabajo - Movimiento Regeneración Nacional - Partido Verde Ecologista de México             |                | —          |
| Wilber Adayr Aguilar Lugo               |                                         | Wilber Adayr Aguilar Lugo               | Movimiento Ciudadano |                | —          |
|                                         |                                         | —                                       | Candidatos no registrados |                | —          |
| Total de votos válidos                  | Total de votos válidos                  | Total de votos válidos                  | Total de votos válidos |                | —          |
| Votos nulos                             | Votos nulos                             | Votos nulos                             | Votos nulos |                | —          |
| Total de votos emitidos (participación) | Total de votos emitidos (participación) | Total de votos emitidos (participación) | Total de votos emitidos (participación)                                                                                             |                | —          |
| Habitantes inscritos                    | Habitantes inscritos                    | Habitantes inscritos                    | Habitantes inscritos | 341 463        |            |
| Población                               | Población                               | Población                               | Población | 415 710 (2020) |            |
| Instituto Nacional Electoral            |                                         |                                         | |                |            |

#### Distrito 4 (Guasave)
| Distrito electoral federal 4 de Sinaloa | Distrito electoral federal 4 de Sinaloa | Distrito electoral federal 4 de Sinaloa | Distrito electoral federal 4 de Sinaloa                                                                                             | Resultados     | Resultados |
| Candidato                               | Candidato                               | Candidato                               | Partido/Coalición | Votos          | Porcentaje |
| --------------------------------------- | --------------------------------------- | --------------------------------------- | --- | -------------- | ---------- |
| Luis Humberto Valenzuela Muñoz          |                                         | Luis Humberto Valenzuela Muñoz          | Fuerza y Corazón por México - Partido de la Revolución Democrática - Partido Revolucionario Institucional - Partido Acción Nacional |                | —          |
| Felicita Pompa Robles                   |                                         | Felicita Pompa Robles                   | Sigamos Haciendo Historia - Partido Verde Ecologista de México - Movimiento Regeneración Nacional - Partido del Trabajo             |                | —          |
| Alfonso González López                  |                                         | Alfonso González López                  | Movimiento Ciudadano |                | —          |
|                                         |                                         | —                                       | Candidatos no registrados |                | —          |
| Total de votos válidos                  | Total de votos válidos                  | Total de votos válidos                  | Total de votos válidos |                | —          |
| Votos nulos                             | Votos nulos                             | Votos nulos                             | Votos nulos |                | —          |
| Total de votos emitidos (participación) | Total de votos emitidos (participación) | Total de votos emitidos (participación) | Total de votos emitidos (participación)                                                                                             |                | —          |
| Habitantes inscritos                    | Habitantes inscritos                    | Habitantes inscritos                    | Habitantes inscritos | 323 663        |            |
| Población                               | Población                               | Población                               | Población | 413 974 (2020) |            |
| Instituto Nacional Electoral            |                                         |                                         | |                |            |

#### Distrito 5 (Culiacán de Rosales)
| Distrito electoral federal 5 de Sinaloa | Distrito electoral federal 5 de Sinaloa | Distrito electoral federal 5 de Sinaloa | Distrito electoral federal 5 de Sinaloa                                                                                             | Resultados     | Resultados |
| Candidato                               | Candidato                               | Candidato                               | Partido/Coalición | Votos          | Porcentaje |
| --------------------------------------- | --------------------------------------- | --------------------------------------- | --- | -------------- | ---------- |
| Sergio Raúl Esquer Peiro                |                                         | Sergio Raúl Esquer Peiro                | Fuerza y Corazón por México - Partido Acción Nacional - Partido Revolucionario Institucional - Partido de la Revolución Democrática |                | —          |
| Jesús Ibarra Ramos                      |                                         | Jesús Ibarra Ramos                      | Sigamos Haciendo Historia - Movimiento Regeneración Nacional - Partido del Trabajo - Partido Verde Ecologista de México             |                | —          |
| Ivanjov Valenzuela Pérez                |                                         | Ivanjov Valenzuela Pérez                | Movimiento Ciudadano |                | —          |
|                                         |                                         | —                                       | Candidatos no registrados |                | —          |
| Total de votos válidos                  | Total de votos válidos                  | Total de votos válidos                  | Total de votos válidos |                | —          |
| Votos nulos                             | Votos nulos                             | Votos nulos                             | Votos nulos |                | —          |
| Total de votos emitidos (participación) | Total de votos emitidos (participación) | Total de votos emitidos (participación) | Total de votos emitidos (participación)                                                                                             |                | —          |
| Habitantes inscritos                    | Habitantes inscritos                    | Habitantes inscritos                    | Habitantes inscritos | 337 394        |            |
| Población                               | Población                               | Población                               | Población | 448 021 (2020) |            |
| Instituto Nacional Electoral            |                                         |                                         | |                |            |

#### Distrito 6 (Mazatlán)
| Distrito electoral federal 6 de Sinaloa | Distrito electoral federal 6 de Sinaloa | Distrito electoral federal 6 de Sinaloa | Distrito electoral federal 6 de Sinaloa                                                                                             | Resultados     | Resultados |
| Candidato                               | Candidato                               | Candidato                               | Partido/Coalición | Votos          | Porcentaje |
| --------------------------------------- | --------------------------------------- | --------------------------------------- | --- | -------------- | ---------- |
| Germán Escobar Manjarrez                |                                         | Germán Escobar Manjarrez                | Fuerza y Corazón por México - Partido Acción Nacional - Partido Revolucionario Institucional - Partido de la Revolución Democrática |                | —          |
| Iliana Zenith García Dueñas             |                                         | Iliana Zenith García Dueñas             | Partido del Trabajo |                | —          |
| Carmen Julieta Torres Lizárraga         |                                         | Carmen Julieta Torres Lizárraga         | Partido Verde Ecologista de México                                                                                                  |                | —          |
| Mónica del Carmen López Gómez           |                                         | Mónica del Carmen López Gómez           | Movimiento Ciudadano |                | —          |
| Olegaria Carrazco Macías                |                                         | Olegaria Carrazco Macías                | Movimiento Regeneración Nacional |                | —          |
|                                         |                                         | —                                       | Candidatos no registrados |                | —          |
| Total de votos válidos                  | Total de votos válidos                  | Total de votos válidos                  | Total de votos válidos |                | —          |
| Votos nulos                             | Votos nulos                             | Votos nulos                             | Votos nulos |                | —          |
| Total de votos emitidos (participación) | Total de votos emitidos (participación) | Total de votos emitidos (participación) | Total de votos emitidos (participación)                                                                                             |                | —          |
| Habitantes inscritos                    | Habitantes inscritos                    | Habitantes inscritos                    | Habitantes inscritos | 342 624        |            |
| Población                               | Población                               | Población                               | Población | 418 497 (2020) |            |
| Instituto Nacional Electoral            |                                         |                                         | |                |            |

#### Distrito 7 (Culiacán de Rosales)
| Distrito electoral federal 7 de Sinaloa | Distrito electoral federal 7 de Sinaloa | Distrito electoral federal 7 de Sinaloa | Distrito electoral federal 7 de Sinaloa                                                                                             | Resultados     | Resultados |
| Candidato                               | Candidato                               | Candidato                               | Partido/Coalición | Votos          | Porcentaje |
| --------------------------------------- | --------------------------------------- | --------------------------------------- | --- | -------------- | ---------- |
| Cruz Noé Heredia Ayón                   |                                         | Cruz Noé Heredia Ayón                   | Fuerza y Corazón por México - Partido Revolucionario Institucional - Partido Acción Nacional - Partido de la Revolución Democrática |                | —          |
| Merary Villegas Sánchez                 |                                         | Merary Villegas Sánchez                 | Sigamos Haciendo Historia - Movimiento Regeneración Nacional - Partido del Trabajo - Partido Verde Ecologista de México             |                | —          |
| Héctor Raúl García Fox                  |                                         | Héctor Raúl García Fox                  | Movimiento Ciudadano |                | —          |
|                                         |                                         | —                                       | Candidatos no registrados |                | —          |
| Total de votos válidos                  | Total de votos válidos                  | Total de votos válidos                  | Total de votos válidos |                | —          |
| Votos nulos                             | Votos nulos                             | Votos nulos                             | Votos nulos |                | —          |
| Total de votos emitidos (participación) | Total de votos emitidos (participación) | Total de votos emitidos (participación) | Total de votos emitidos (participación)                                                                                             |                | —          |
| Habitantes inscritos                    | Habitantes inscritos                    | Habitantes inscritos                    | Habitantes inscritos | 332 589        |            |
| Población                               | Población                               | Población                               | Población | 444 311 (2020) |            |
| Instituto Nacional Electoral            |                                         |                                         | |                |            |